# ラフバラー大学
ラフバラー大学（Loughborough University）はイギリスのレスターシャー、ラフバラーにある国公立大学である。
Guardian University Guide 2019では全英4位、インデペンデントによるComplete University Guide 2019では全英7位，The Times and Sunday Times Good University Guide 2019では全英5位にランクされている高等教育機関である。イギリスの研究志向大学校によって構成される団体1994グループの加盟大学であった。

## 概要

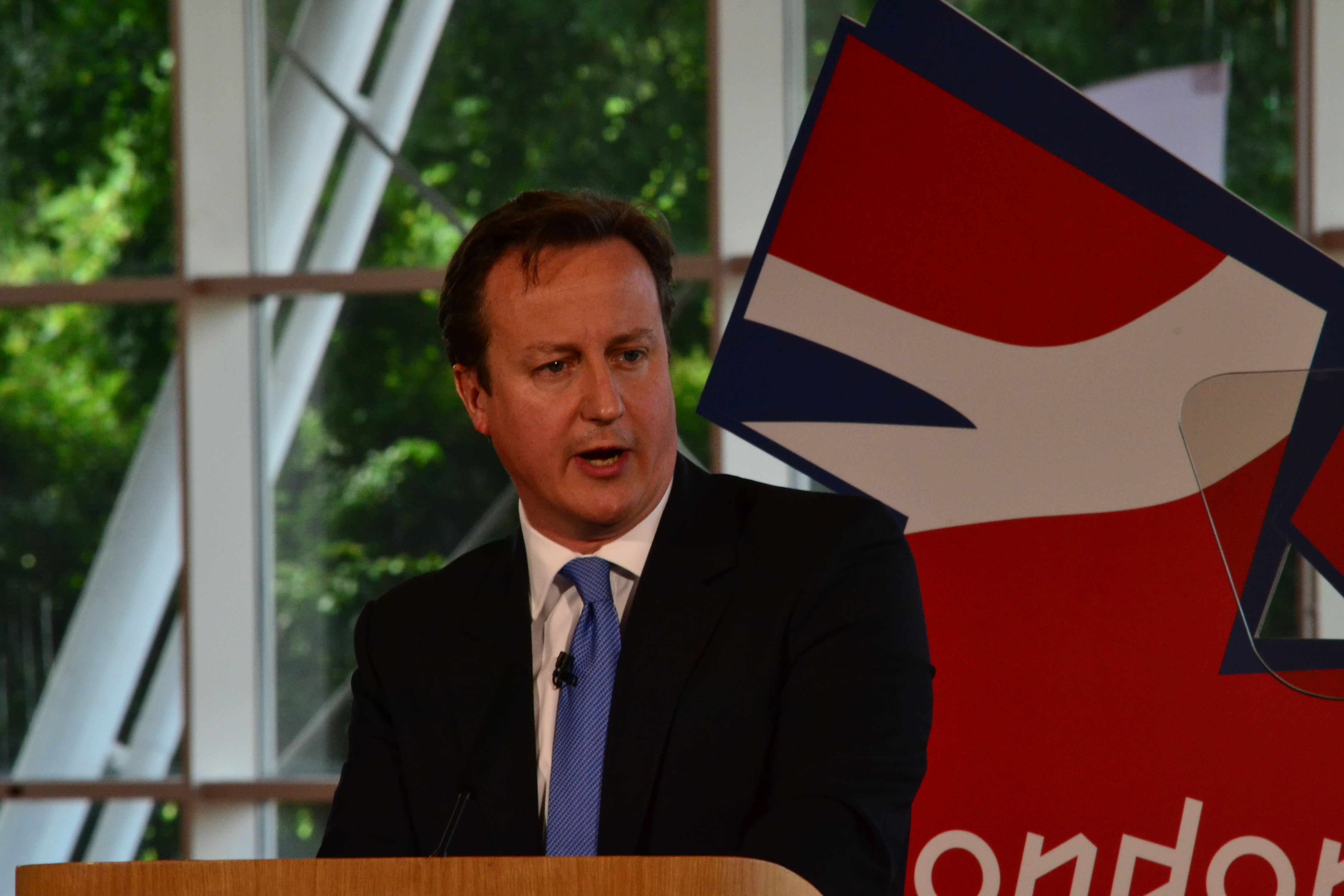
2011年、翌年のロンドンオリンピック・パラリンピックに際し、キャメロン元首相がスピーチを行った。

ロンドンから北に電車で約1時間半の距離にあるキャンパス大学。大学として設立されたのは1966年であり、現在、16,000人を超える学生が在籍しており、そのうちの15%近くが100カ国を超える国からの留学生である。また、ロンドンのクイーン・エリザベス・オリンピック・パークにもキャンパスを有する。
Times Higher Educationが全英を対象にした調査「Best Student Experience」の第1位に6年連続で選ばれた唯一の大学であり、敷地面積は欧州最大規模で、キャンパス内にはウォータースポーツなどが楽しめるフィットネス施設、フォード社が開設したHenry Ford Collegeがある。
特にスポーツ分野での評価が高く、2014年、タイムズによりSports University of the Year (年度最優秀スポーツ大学）と称された。また、2012年のロンドンオリンピック・パラリンピックには90人のアスリートが参加した。
2015年、高等教育の教育の中で非常に優れた様々な活動を賞賛するものであるタイムズの年度最優秀大学賞の最終選考に選ばれた。さらに、ビジネスの分野でも、高等教育機関の間で最も起業家精神の強い大学として「Enterpreneurial University（起業家大学）」と推薦指名された。

## 沿革
ラフバラー大学のルーツは1909年、ラフバラーの中心に設立された技術研究所である。
その後、急速に発展し、Loughborough Collegeと名前を変え、現在あるキャンパスの原型が形作られた。

## 学部

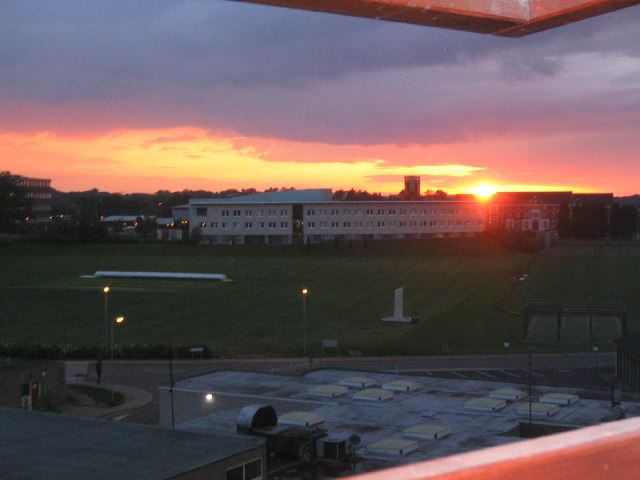
School of Business and Economics

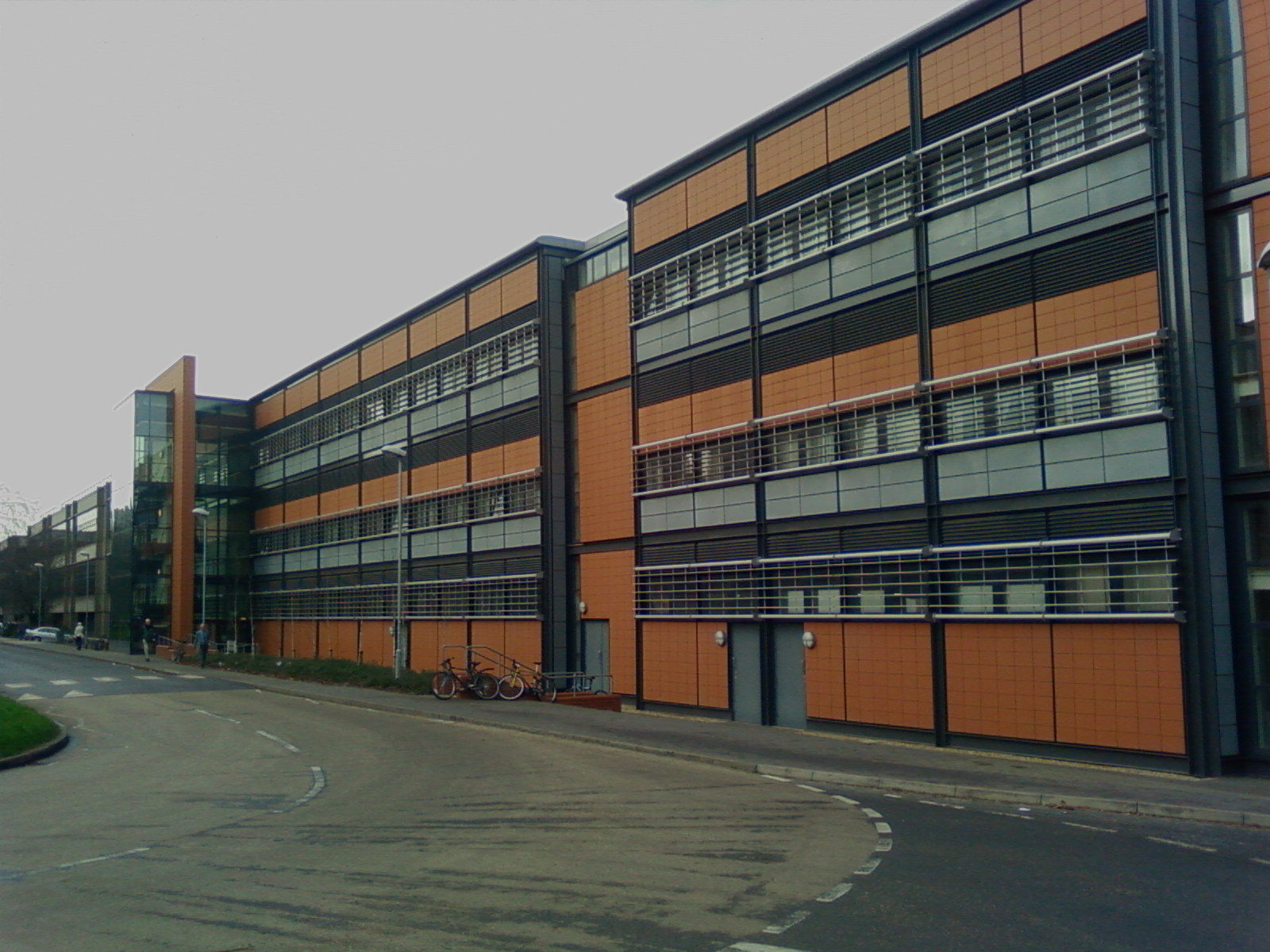
Wolfson School of Mechanical and Manufacturing Engineering

- School of Aeronautical, Automotive, Chemical and Materials Engineering (Comprising the departments of Aeronautical and Automotive Engineering, Chemical Engineering and Materials)
- School of Business and Economics
- School of Civil and Building Engineering
- Loughborough Design School
- Wolfson School of Mechanical, Electrical and Manufacturing Engineering
- School of Science (Comprising the departments of Chemistry, Computer Science, Physics and the Mathematical Sciences)
- School of Social, Political and Geographical Sciences (Comprising the departments of Geography, PHIR and Social Sciences)
- School of Sport, Exercise and Health Science School of the Arts, English and Drama (Comprising the School of the Arts and the Department of English & Drama)

School of Business and EconomicsはAACSB、AMBA、EQUISより認証を受け、世界のビジネススクールの約1%のみが獲得しているTriple accreditation（英語版）を保持しており、高く評価されている。

## 評価
ラフバラー大学は各分野で高い評価を受けている。
- ガーディアン University league table 2019 ：第4位[18]
- インデペンデント The Complete University Guide 2019 ：第7位[19]
- The Times and Sunday Times Good University Guide 2019：第5位[20]
- QS World University Rankings（英語版） 2019：世界218位 国内30位[21]

QS World University Rankings（英語版）では、12のカテゴリーで基準を満たした大学に与えられるQS Starsにおいて、最高評価である5つ星を獲得している。

### 研究機関としての評価
研究の面においても英国上位トップ10位に入っており、2014年Reserch Excellence Framework Guideで「世界を率先する」という最高評価が37％も上昇し、また、Queen's Anniversary Prize（英語版）という研究の傑出した大学に与えられる賞を7回受賞したのは、オックスフォード大学とラフバラー大学のみである。

## 都市研究

### GaWC研究
GaWC研究（Globalization and World Cities Research Network）は、世界中の都市を研究ているシンクタンクである。
「会計・広告・銀行/金融・法律」の4つの「高度なプロデューサーサービス」を介した接続性に基づいて世界都市を絞り込みランク付けしている。
- 「アルファ」世界都市（4つのサブカテゴリ）
  - アルファ++
  - アルファ+
  - アルファ
  - アルファ-
- 「ベータ」世界都市（3つのサブカテゴリ）
  - ベータ++
  - ベータ+
  - ベータ
- 「ガンマ」世界都市（3つのサブカテゴリ）
  - ガンマ++
  - ガンマ+
  - ガンマ
- 「十分なレベル」
  - ハイレベル
  - ノミネート

また、GaWCは、政治的または文化的要因よりも「都市経済」を重点的にランク付けされている。
GaWCは、1998年、2000年、2004年、2008年、2010年、2012年、2016年、2018年、2020年と調査されている。